# Dolly tar chansen
Dolly tar chansen är en svensk komedifilm från 1944 i regi av Gustaf Edgren.
I huvudrollerna ses Marguerite Viby, Karl-Arne Holmsten och Lasse Krantz. Filmen spelades även in i Danmark, med titeln Teatertosset, samma år.

## Handling
Dolly Holm är galen i teater men arbetar som servitris. Hon sägs upp en dag och börjar då kämpa för att verkligen få stå på scen. När hon väl fått in en fot i branschen finns det vissa personer som försöker sabotera hennes planer.

## Om filmen
Premiärvisning den 6 november 1944 i ett antal svenska städer. Stockholmspremiär veckan därpå på biograf Spegeln vid Birger Jarlsgatan. Filmen har visats vid ett flertal tillfällen i SVT, första gången 1987.

## Rollista i urval
- Marguerite Viby – Dolly Holm, servitris
- Karl-Arne Holmsten – Knut Lambert, revyförfattare
- Lasse Krantz – Adrian Brummer, revyteaterchef
- Hjördis Petterson – Nanna Sten, revyprimadonna
- John Botvid – inspicient
- Ludde Gentzel – Vogel, sufflör
- Rune Halvarsson – Hasse Frank, kompositör, Dollys kusin
- Julia Cæsar – Antonia Nero, massös
- Douglas Håge – flyttbas
- Göte Arnbring – dansör Ludde, Dollys bror
- Karl-Erik Flens – Willy Kernberg, revyartist
- John Norrman – flyttgubbe
- Greta Berthels – fru Rundkvist, Lamberts hushållerska
- Sven Aage Larsen – balettmästare
- Tor Borong – scenarbetare
- Wiktor "Kulörten" Andersson – affischklistrare